# Athyana
Athyana é um género botânico pertencente à família Sapindaceae.

## Espécies
- Athyana weimannifolia
- Athyana weinmannifolia